# Hề Đan
Đạt Hề Đan (chữ Hán: 达奚箪, ? - ?), người quận Đại , sủng thần của Đại vương Thác Bạt Thập Dực Kiền cuối đời Thập lục quốc.
Đạt Hề là một trong 10 họ của bộ tộc Thác Bạt, dân tộc Tiên Ti. Trong những năm Thái Hòa (477 - 499), Bắc Ngụy Hiếu Văn đế tiến hành Hán hóa, đổi gọi họ Đạt Hề ra họ Hề, sử sách quen gọi ông là Hề Đan.

## Cuộc đời
Đạt Hề Đan đời đời giữ chức chăn ngựa. Khi ấy nước Đại có con ngựa tốt là Qua Lưu, một đêm bị mất, tìm lại không được. Về sau biết được là do Nam bộ đại nhân Lưu Khố Nhân trộm lấy, nuối giấu trong hang. Đan đến lấy lại ngựa, Khố Nhân vốn là quốc sanh (tức là cậu của Đại vương), cậy được sủng ái, nên xấu hổ mà đánh ông. Đan nhổ tóc, gây thương tích cho một bên vú của ông ta.
Nước Đại mất, Phù Kiên sai Khố Nhân và Lưu Vệ Thần chia lãnh các bộ lạc. Đan sợ, đưa cả nhà bỏ trốn. Khố Nhân tìm bắt rất gấp, ông chạy sang ở với Vệ Thần. Khi Thác Bạt Khuê diệt Vệ Thần, Đan mới theo về, nên chịu xếp sau trong hàng ngũ các bề tôi cũ.
Con là danh tướng Hề Cân.